# Vincelestes neuquenianus
Il vinceleste (Vincelestes neuquenianus) è un mammifero estinto, dall'incerta collocazione sistematica. Visse nel Cretaceo inferiore (Barremiano, circa 130 - 122 milioni di anni fa) e i suoi resti fossili sono stati ritrovati in Argentina.

## Descrizione
Questo animale era di dimensioni piuttosto grandi se raffrontate a quelle di altri mammiferi mesozoici, e poteva raggiungere la taglia di un gatto. La dentatura ricorda quella di un mammifero carnivoro, con lunghi e forti canini superiori, anche se la formula dentaria era molto diversa da quella dei veri carnivori (4.1.2.3/2.1.2.3), con un piccolo talonide presente solo sul secondo molare superiore e una forte riduzione del primo premolare e dell'ultimo molare. I molari superiori possedevano un'espansione linguale, in corrispondenza del protocono dei mammiferi successivi. 

## Classificazione
Vincelestes neuquenianus venne descritto per la prima volta nel 1986 da Josè Fernando Bonaparte, sulla base di resti fossili rinvenuti nella formazione La Amarga (provincia di Neuquén, Argentina), in terreni del Barremiano (Cretaceo inferiore). Questo animale è stato a lungo considerato un parente dei mammiferi teri dai molari tribosfenici, a causa dell'espansione linguale simile al protocono. Vincelestes, inoltre, possedeva una coclea parzialmente avvolta (circa 270°) e altre caratteristiche derivate della regione dell'orecchio, tipiche di marsupiali e placentali (Hopson e Rougier, 1993; Rowe, 1993; Rougier et al., 1996). Tuttavia, la dentatura era troppo derivata e l'apparizione di questa forma era troppo tardiva per essere direttamente ancestrale ai marsupiali e ai placentali. È possibile che Vincelestes fosse un membro basale del gruppo noto come Zatheria, un gruppo di mammiferi che comprende anche i peramuridi, gli aegialodonti e i teri (McKenna e Bell, 1997; Martin, 2002).
Anche se non è il diretto antenato dei teri, Vincelestes è importante poiché offre un'idea di come potrebbero essere stati i primi mammiferi placentali e marsupiali.

## Paleobiologia
I denti posteriori di Vincelestes erano simili a quelli dei teri, poiché erano in grado di tagliare e di masticare. Ciò garantiva loro di processare il cibo in maniera più efficiente rispetto ad altri mammiferi arcaici. 